# Sysstema farinosa
Sysstema farinosa är en fjärilsart som beskrevs av W. Warren 1899. Sysstema farinosa ingår i släktet Sysstema och familjen mätare. Inga underarter finns listade i Catalogue of Life.